# Portal Runner
Portal Runner là trò chơi điện tử thuộc thể loại platform do hãng The 3DO Company đồng phát triển và phát hành cho hệ máy PlayStation 2 và Game Boy Color năm 2001. Trò chơi chỉ đóng vai trò là một phiên bản spin-off của sê-ri Army Men.

## Cốt truyện
Mọi chuyện bắt đầu khi Tướng Plastro, Tổng tư lệnh quân đội phe Tan, có nét hao hao Tướng Douglas MacArthur đã bị quân đội phe Green bắt sống và giam cầm. Bridgette Bleu quan sát chuyện này qua một chiếc gương ma thuật và bắt đầu tiến hành một kế hoạch nham hiểm nhằm giành lấy Sarge và giết chết Vikki (cô ấy muốn chia sẻ tất cả những gì mình sở hữu với một vị vua và nói Vikki là một kho báu được chờ để chôn vùi).
Lúc Vikki bám theo Sarge khi anh đang làm nhiệm vụ, rồi cô đột nhiên trở thành một người khổng lồ trên bàn cờ bên ngoài không gian và sau đó là một cửa hàng bánh kẹo. Kế đến, Vikki đã phải chống lại lũ bánh mì gừng để tiếp tục sứ mệnh của mình vì một câu chuyện tốt hơn, nếu như thực sự thì con bánh mì gừng tấn công cô có vẻ như chưa đủ mạnh. Bất chợt, Vikki tìm thấy Sarge bị mắc kẹt trong một lâu đài làm từ bánh của đám bánh mì gừng và đã ra tay cứu anh bằng cách sử dụng kỹ thuật bắn tên của mình để bắn rơi một con heo nhựa. Sau khi cứu được Sarge, chẳng những không cảm ơn cứu mạng mà ngược lại anh còn mách lẻo về cô bằng cách nói cho cha cô là Đại tá Jack Grimm biết. Khiến Vikki một phen cãi nhau với cha cô đến nỗi cô tức tối lao ra khỏi phòng. Rồi Vikki quyết định quay trở lại căn cứ quân sự của mình, đang đi giữa đường thì đột nhiên có một người lính quân Green tới đưa cho cô một gói đồ của một người không rõ danh tính. Trong đó là một quả trứng chim và một lá thư. Bức thư cho biết, "Câu chuyện về sự nghiệp của bạn đang chờ bạn. Đi theo chỉ dẫn trong bản đồ và tìm kiếm một thứ gọi là Rage. Không được nói cho ai biết, lập tức khởi hành." Sarge từ sau bước lên và nói với cô rằng cha cô có lý về cuộc hành trình của cô quá mạo hiểm cũng chỉ muốn tốt cho cô mà thôi. Vikki chán nản bỏ đi khi nghe Sarge bình luận về cách làm thế nào để có một khởi đầu tốt đẹp và làm thế nào anh sẽ mua được những bông hoa bằng nhựa trong một tuần.
Vikki sử dụng máy ảnh để chụp tất cả các tấm ảnh của cô trong chuyến đi của mình. Trong suốt chuyến đi này, cô bị phục kích bởi cái gọi là Rage (một con robot tự động từ các phiên bản trước), là robot bạn của Bridgette Bleu sẽ làm bất cứ điều gì cô ấy nói và rồi Vikki bị rơi vào thế giới đồ chơi rừng rậm thời tiền sử. Đó cũng là lúc cô gặp chú sư tử Leo cũng bị rơi vào cùng một thế giới như mình khi Rage phá hủy cổng dịch chuyển. Vikki quyết định làm bạn với chú sư tử, mà cô gọi là Leo và cả hai đều giúp đỡ lẫn nhau trong cuộc phiêu lưu kỳ thú này. Sau khi vượt qua những cây cột ma thuật, một kim tự tháp và những thú cưỡi trên không, họ đến được một ngọn núi lửa với một cổng dịch chuyển khác. Một khi họ bước qua thì bất chợt xuất hiện trong một thế giới thời Trung Cổ. Vikki ra tay cứu mạng một pháp sư tên là Merlin trong một bàn cờ. Merlin giải thích rằng ông có chế ra một tấm gương ma thuật có thể nhìn thấy bất cứ nơi nào cho Bridgette, vì nghĩ rằng cô ấy sẽ đánh giá cao tài trí của mình. Ông hướng dẫn Vikki đến một lâu đài để tới chỗ cánh cổng dịch chuyển khác được một đám yêu ma, một cây ma quái và một bầy rồng canh giữ. Khi họ tới được cổng dịch chuyển thì bất ngờ bị Rage và đám binh lính của Plastro xông ra bắt lấy.
Lúc này Bridgette đã bắt được Sarge và muốn kết hôn với anh. Bridgette mua được một khẩu súng tình yêu từ một số người Sao Hỏa để đổi lấy bí mật của các cổng dịch chuyển và cô đã sử dụng nó lên Sarge để buộc anh phải yêu và cưới cô. Rồi Bridgette đi đến thăm Vikki và nói với cô ấy những gì cô đã làm và cho biết Leo sẽ bị thiêu sống. Rồi tự nhiên Vikki bật khóc nức nở và cố gắng liên lạc với Merlin. Ông nói với cô rằng ông đã để lại một vài bí mật trong chiếc gương trước khi giao nó. Khi Vikki hỏi thăm về tình hình của Sarge, thầy phù thủy đã nói cho cô biết là chỉ có nụ hôn của tình yêu đích thực của mình mới có thể phá vỡ sự sai khiến bằng cách nào đó. Trong khi đó, tại một cửa hàng đồ chơi, Leo sắp sửa bị thiêu cháy khi nó nhận thấy các then cửa đang bị tan chảy. Leo liền thoát ra và bước vào một cổng dịch chuyển sẽ đưa chú trở lại lâu đài.
Sau một hồi kịch chiến với lũ hồn ma, Leo và Vikki tiến đến thế giới không gian để ngăn chặn đám cưới. Một khi họ có được một chìa khóa bị đánh cắp từ một chiếc đĩa Sao Hỏa,Vikki đột nhập vào phòng và hôn Sarge, phá vỡ trạng thái hôn mê của anh. Một giọng nói chợt cất lên thông báo với tất cả người Sao Hỏa để đưa tin về cuộc chiến. Vikki kêu gọi Bridgette hãy dừng lại cuộc tấn công. Dù cô đã cố gắng hết sức nhưng một số màn hình trên đài phát thanh lại cho thấy họ đã mở rộng các cuộc tấn công vào tất cả các thế giới khác. Trong khi Leo và Sarge lao tới ngăn chặn đám lính xông vào, thì Vikki bước vào phòng máy chủ nơi bộ máy tính điện tử từ chối kêu gọi tấn công để tìm cách vô hiệu hóa.
Sau khi Vikki phá hủy máy chủ, chấm dứt cuộc tấn công. Sarge và Leo tiến lên với Leo giữ chân Rage bằng miệng của chú. Cả nhóm cùng gặp nhau và Merlin chúc mừng Vikki vì đã ngừng lại cuộc tấn công, rồi họ quay trở lại thế giới của riêng mình. Khi đó, Leo ở lại cho thấy rằng chú không thể canh giữ cổng dịch chuyển nữa nhưng sẽ bảo vệ gia đình của mình. Trở lại căn cứ, Vikki xin lỗi cha cô và nói rằng nhà của cô sẽ là nơi ở mãi mãi với ông, đáp lại là lời cám ơn của ông với cô con gái thân thương của mình. Trò chơi kết thúc với cảnh Bridgette bị giam chung với Tướng Plastro, người đã nói rằng trước khi cô nhận được bất kỳ ý kiến nào thì giường ngủ tầng trên là của ông và ra vẻ bĩu môi. Bridgette thấy vậy la toáng lên,"Khôôôôôông!". 

## Vũ khí
Game có tất cả bảy loại mũi tên (5 mũi tên cho mỗi mũi tên duy nhất mà người chơi nhặt được) bao gồm:
- Mũi tên cơ bản (Basic Arrow)
- Mũi tên đinh ba (Trident Arrow)
- Mũi tên lửa (Fire Arrow)
- Mũi tên nổ (Explosive Arrow)
- Mũi tên nước (Water Arrow)
- Mũi tên sét (Lightning Arrow)
- Mũi tên vàng (Golden Arrow)

Mỗi mũi tên đều có mục đích khác nhau. Mũi tên cơ bản là những mũi tên đầu tiên người chơi nhặt được và rất cần thiết cho Vikki để bảo vệ mình khi những mũi tên đặc biệt của cô đã biến mất. Kế đến là mũi tên đinh ba xuất hiện trong màn hướng dẫn. Rồi sau là mũi tên lửa mà Vikki sử dụng chủ yếu để đốt lửa hoặc phá hủy mọi thứ. Mũi tên nổ rất hữu ích dùng để phá hủy các bức tường và các công trình yếu kém và cũng dễ dàng triệt hạ nhanh chóng các tổ khủng long và loài khủng long trong các cổng dịch chuyển ở hang động đã mất (Lost Caves Portal). Mũi tên nước và sét còn gọi là những mũi tên nguyên tố (Elemental Arrows) rất cần thiết cho các tinh thể nguyên tố được tìm thấy trong màn chơi cuối cùng của Lost Caves Portal. Riêng mũi tên vàng được tìm thấy trong tất cả các màn sau cổng dịch chuyển thời Trung cổ (Medieval Portal) và được sử dụng chủ yếu để mở khóa các vật thể và phá hủy các rào cản ma thuật của Bridgette.

## Đón nhận và tranh cãi
Phiên bản PlayStation 2 nhận được những đánh giá "trái chiều" theo trang tổng hợp kết quả đánh giá trò chơi điện tử Metacritic. Phiên bản Game Boy Color đã đưa ra đánh giá sớm nhất từ Nintendo Power, nơi cho nó số điểm là hai sao rưỡi trên năm, chỉ gần năm tháng trước khi trò chơi được phát hành.
Phiên bản PS2 trở nên tai tiếng khi bị GamePro, trang web đầu tiên đánh giá trò chơi, chỉ trích rằng nó "giống như một tựa game PlayStation thế hệ sau hơn là một sản phẩm của PS2 thế hệ thứ hai". Trip Hawkins, lúc đó là chủ tịch 3DO và nhà phát hành của Portal Runner đã giận dữ gửi một email cho John Rousseau, chủ tịch GamePro. Email đã được công bố toàn bộ trên internet. Trong email, Hawkins đã nói với Rousseau rằng các khách hàng của Rousseau là những nhà quảng cáo, không phải là độc giả và ngụ ý rằng những đánh giá cần phải được viết sao cho vừa lòng các nhà quảng cáo. Hawkins đã viết, "... có điều gì đó sai với (người phê bình), không phải với Portal Runner. Nếu anh không đồng ý với tôi, thì anh đang liều mạng chính mình đấy.... tôi chỉ tình cờ nêu lên rằng 3DO là một trong các nhà quảng cáo lớn nhất của anh. Có hiệu lực ngay lập tức, chúng tôi sẽ phải cắt giảm điều đó".